# Кріолюмінесценція
Кріолюмінесценція - спонтанне випромінювання світла при швидкому заморожуванні.
Кріолюмінесценція відома здавна. Вона яскраво проявляється у окремих рідин, але властива для всіх прозорих, слабкозабарвлених рідин, зокрема прісної і морської води, різних розчинників, розчинів, сумішей, розплавів. 

## Умови виникнення і механізм
Дослідження понад 100 рідин і розплавів показали, що для кріолюмінесцентного світіння необхідна швидкість охолодження - залежно від досліджуваного речовини - від 0,1 до 30 градусів Цельсія за секунду. Світіння має вигляд окремих імпульсів тривалістю менше 0,1 секунди, що слідують один за одним. Частота проходження імпульсів становить від 0,1 до 100 секунд і залежить від природи заморожуваної рідини. Наприклад, для води ця величина дорівнює 3,5 секунди, для одноатомних спиртів вона зменшується зі збільшенням їх молекулярної ваги від 3-5 секунд у метилового та етилового спиртів до 0,5-0,7 секунди у пропилового і бутилового спиртів. 
Велику роль у виникненні кріоліт-мінесценції відіграють електричні явища, що відбуваються в процесі швидкого замерзання рідин, такі, як п'єзо- і піроефекти, які й викликають світіння. Розвитку подібних ефектів сприяють механічні напруження, що виникають у кристалах льоду, що швидко утворюються, - аналогічно тому, як це відбувається при загартуванні металів. 

## Кріолюмінесценція як метод дослідження речовин
Інтенсивність кріолюмінесценціі та її тимчасовий розподіл індивідуальні для кожної речовини, суміші або розчину. Тому кріолюмінесценція є високочутливим методом виявлення та аналізу складу і будови речовини, і вона може бути використана для розробки нових методів вимірювань, зокрема в гідрофізики, в кріохімії, кріобіології тощо.